# Adalbert Hudak
Adalbert Hudak (* 25. September 1911 in Großlomnitz-Zips, Ungarn; † 27. März 1986 in Nürnberg) war ein deutscher Politiker (CSU).

## Leben und Beruf
Nach dem Besuch der Volksschule in Großlomnitz und dem Abitur 1930 am Deutschen evangelischen Gymnasium in Käsmark nahm der Karpatendeutsche Hudak ein Studium der Evangelischen Theologie in Preßburg und Tübingen auf, das er 1934 mit dem ersten und 1937 mit dem zweiten theologischen Staatsexamen beendete. Während seines Studiums wurde er 1930 Mitglied der Burschenschaft Alemannia Leipzig. Er bestand 1939 die staatliche Prüfung für das Lehramt an höheren Schulen, promovierte 1942 zum Dr. theol. und trat nach dem kirchlichen Vorbereitungsdienst in den Schuldienst ein. Von 1938 bis 1944 war er als Studienrat am Deutschen Gymnasium in Käsmark und 1944/45 dann in gleicher Funktion am Deutschen Gymnasium in Preßburg tätig.
Nach dem Zweiten Weltkrieg wurde Hudak aus seiner Heimat vertrieben, kam nach Bayern und arbeitete von 1946 bis 1958 als Studienrat an der Staatlichen Lehrerinnenbildungsanstalt in Erlangen. Anschließend nahm er eine Tätigkeit als Oberstudienrat am Institut für Lehrerbildung bzw. an der Pädagogischen Hochschule Nürnberg der Friedrich-Alexander-Universität Erlangen-Nürnberg auf. 1969 erhielt er seine Ernennung zum Oberstudiendirektor. Daneben engagierte er sich aktiv im Bundesvorstand der Karpatendeutschen Landsmannschaft in Stuttgart.
Am 25. März 1986 verunglückte Hudak mit seinem Auto und erlag zwei Tage später seinen Verletzungen in einer Nürnberger Klinik.

## Parteien
Hudak war von 1938 bis 1945 Mitglied der Deutschen Partei. Er trat 1956 in die CSU ein und wurde 1964 zum Vorsitzenden des CSU-Kreisverbandes Erlangen-Stadt gewählt.

## Abgeordneter
Hudak war von 1960 bis 1965 Ratsmitglied der Stadt Erlangen. Dem Deutschen Bundestag gehörte er von 1965 bis 1969 an. Im Parlament vertrat er den Wahlkreis Erlangen.

## Ehrungen
- Honorarprofessur der Friedrich-Alexander-Universität Erlangen-Nürnberg, 1964

## Schriften
- Die Kirche unserer Väter. Weg und Ende des deutschen Luthertums in der Slowakei. Stuttgart 1953.
- (mit Ladislaus Guzsak): Karpatendeutsche Lebensbilder. Erlangen 1971.
- Die evangelischen Karpatendeutschen aus der Slowakei. Düsseldorf 1972.
- (Hrsg.): Der Leidensweg der Karpatendeutschen 1944–1946. Stuttgart 1983.
- Die Karpatendeutschen. Das deutsche Schulwesen und die Tätigkeit des Deutschen Kulturverbandes in der Slowakei 1918 bis 1945. Wien 1975.